# AMD Am9080

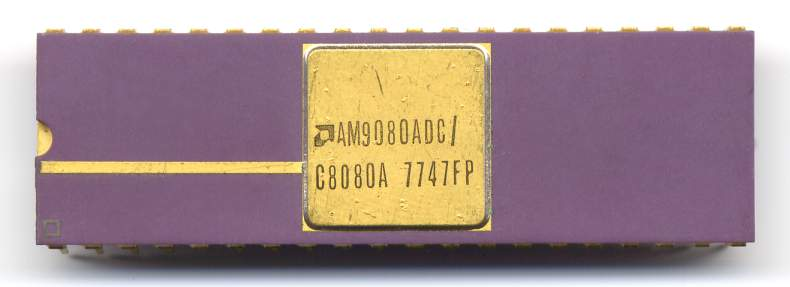
AMD Am9080.

El Am9080 es un CPU fabricado por AMD. Originalmente fue producido sin licencia como un clon del Intel 8080, con ingeniería inversa hecha por Shawn y Kim Hailey fotografiando un temprano chip de Intel y desarrollando diagramas esquemáticos y lógicos de las imágenes.
En la producción inicial, los chips costaron alrededor de 50 centavos en hacerse, dando 100 chips por oblea, y fueron vendidos en el mercado militar por $700 cada uno. Las primeras versiones del Am9080 estuvieron disponibles en abril de 1974. Este CPU operaba a una velocidad de 2 MHz.
Posteriormente, un acuerdo fue realizado con Intel para convertirse en una fuente secundaria licenciada para el 8080, permitiendo a los chips de ambos fabricantes entrar en mercados que no aceptarían una parte de fuente única.